# Gregorio Pagani
Gregorio Pagani (Firenze, 14 luglio 1559 – Firenze, 3 dicembre 1605) è stato un pittore italiano del tardo Manierismo, attivo principalmente a Firenze.

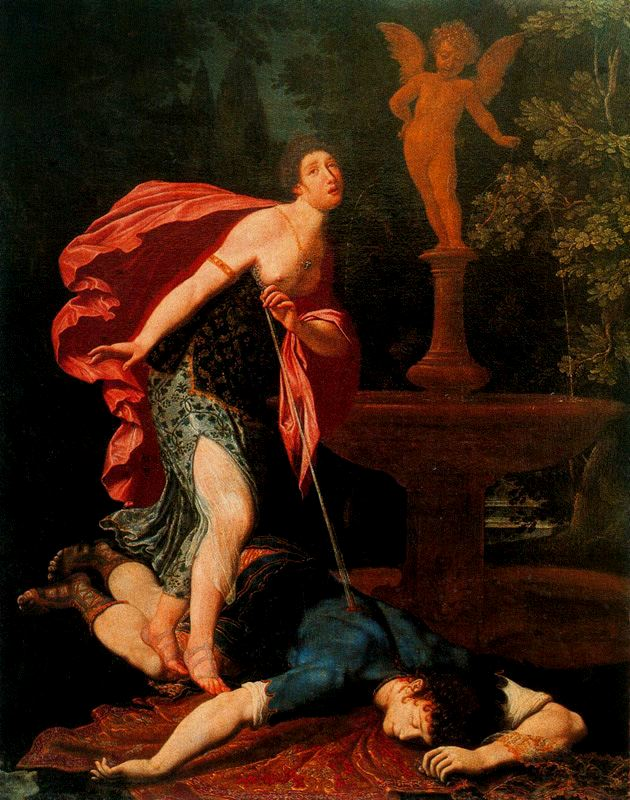
Piramo e Tisbe, Galleria degli Uffizi, Firenze

Figlio del pittore Francesco, divenne allievo di Santi di Tito e fu amico di Ludovico Cardi (Il Cigoli). Dipinse, tra le altre opere, la Sant'Elena e la ricerca della Vera Croce per la Chiesa di Santa Maria del Carmine, distrutto dal fuoco nell'incendio del 1771, una Natività per la cattedrale di Santa Maria del Fiore, e una Madonna col Bambino, angeli e santi, conservata nella Pinacoteca Comunale di Città di Castello.
Fu uno degli artisti che rinnovò, negli ultimi due decenni del Cinquecento, la pittura fiorentina, andando oltre il manierismo dei seguaci di Vasari e guardando alle novità di pittori forestieri, quali il Barocci, il Correggio, i Carracci, i veneti.
Tra i suoi allievi si annoverano Cristofano Allori e Matteo Rosselli.

Il pittore fiorentino Gregorio Pagani

## Opere principali
- Conferma della Regola di San Domenico
- Incontro tra San Domenico e San Francesco
- Ricerca della Vera Croce
- Crocifissione e Santi
- San Lorenzo
- Adorazione dei Magi
- Discesa dello Spirito Santo
- Vergine con Bambino e SS Michele Arcangelo e Benedetto
- Madonna con Bambino tra i Santi Francesco d'Assisi, Giovanni battista, Margherita e Gregorio Magno, Museo dell'Ermitage, San Pietroburgo
- Madonna e cinque santi, oratorio di Santa Lucia a Urbana, Montespertoli